# Magierów (gmina)
Magierów – dawna gmina wiejska istniejąca w latach 1934–1939 w woj. lwowskim (dzisiejszy obwód lwowski). Siedzibą władz gminy był Magierów (obecnie wieś na Ukrainie).
Gmina zbiorowa Magierów została utworzona 1 sierpnia 1934 roku w powiecie rawskim w woj. lwowskim z dotychczasowych jednostkowych gmin wiejskich: Biała, Horodzów, Kamienna Góra, Ławryków, Magierów, Manasterek, Okopy, Pogorzelisko i Zamek. 
Po wojnie obszar gminy Magierów znalazł się w ZSRR.